# Parque de Jogos Fonte da Senhora
O Parque de Jogos Fonte da Senhora é o estádio onde a Associação Beneditense de Cultura e Desporto disputa os seus jogos. Tem uma lotação por volta dos 1400 lugares (sentados). A 11 de setembro de 2010 foi inaugurado o piso sintético. O estádio surge após o desaparecimento do Campo da Feira (onde hoje se situa a E.B.2 da Benedita e imediações), no final da década de 1970. Inicialmente com campo pelado, depois relvado e agora sintético, o estádio tem duas bancadas laterais, das quais uma é coberta.